# Bogandé
Bogandé es una ciudad de Burkina Faso, chef-lieu de la provincia de Gnagna en la región Este. Dentro de la provincia, es el centro administrativo del departamento homónimo. A 9 de diciembre de 2006, la ciudad tenía una población censada de 14 929 habitantes.
La localidad está habitada principalmente por gurmas. Cuenta con un centro médico con sección quirúrgica, que hace las funciones de hospital para su propio departamento y los vecinos departamentos de Bilanga, Liptougou y Piéla. Alberga además un pequeño aeródromo con pista de laterita.
Se ubica unos 120 km al noroeste de la capital regional Fada N'Gourma, sobre la carretera nacional 18 que lleva a la región del Sahel.